# Дом Говинга
Дом Говинга (Ховинга, «Домус») — жилое здание с коммерческими помещениями в Выборге, построенное в начале XX века по проекту архитектора Карла Хорд аф Сегерштадта и превращённое в руины к началу XXI века. Расположенный на Крепостной улице в центре города Выборга пятиэтажный дом в стиле северный модерн включён в перечень памятников архитектуры.

## История
В наследство от своих отца и деда, происходивших из голландского рода, Виктор Говинг (1877—1970) принял единственный в Выборге книжный магазин. Получивший европейское образование предприниматель, книготорговец и писатель отличался энергичным и решительным характером. По возвращении в Выборг после обучения он загорелся идеей постройки доходного дома. Для этого он учредил акционерное общество «Актиеболагет Домус» и нанял гельсингфорсского архитектора Карла Хорд аф Сегерштадта, причём в качестве условия заказа установил, чтобы зодчий переехал в Выборг. Благодаря этому условию Выборг получил ещё два красивых здания, возведённых по проектам талантливого архитектора в период пребывания в городе: жилой дом на улице Сторожевой Башни, 14 (ныне № 12) и Выборгский рынок.
Для размещения квартир и книжного магазина Говинга К. Х. аф Сегерштадт спроектировал пятиэтажный каменный дом с двором-колодцем на большом участке. Фасад в стиле северного модерна привлекал всеобщее внимание удачно подобранными элементами декора: эркерами, щипцами, растительным орнаментом и мелкими оконными переплётами. Но позднее пришлось сожалеть о выборе участка для строительства: Екатерининская (Крепостная) улица, бывшая главной улицей города на протяжении нескольких столетий, к началу XX века уступила этот статус более престижной и широкой Торкельской улице. Узость средневековой улицы мешала обзору красивого фасада «Домуса». Чтобы дом не подавлял своими размерами соседние небольшие двухэтажные постройки, архитектор условно расчленил фасад надвое. Левая часть, плоская, с большими витринами книжного магазина на первом этаже, смещена вглубь от красной линии. Правая часть — также симметричная, оформлена двумя эркерами, завершающимися вверху щипцами.
Важной достопримечательностью дома стали различные по форме и цвету печи и камины. Более шестидесяти авторских печей были не только средством обогрева и вентиляции, но и важными элементами художественного убранства. Изразцовые рисунки сочетались с лепным узором потолков и отделкой дверей, оригинальной формой бронзовых сантехнических приборов. Восхищение современников вызывала парадная лестница, оформленная мозаичными полами, настенными фресками, оригинальными деревянными перилами с металлическими ограждениями художественного литья, а также такими элементами декора, как барельефы летучих мышей под потолками лестничных площадок.
«Домус» Говинга в ходе советско-финских войн (1939—1944) пострадал незначительно: самой заметной утратой стал один из щипцов главного фасада. В здании, как нигде в Выборге, сохранялись интерьеры в стиле национального романтизма. Как и до войны, в послевоенное время первый этаж занимал магазин (но не книжный, а продуктовый), а верхние этажи были жилыми. Но хорошая сохранность фасадов и интерьеров сыграла роковую роль в судьбе дома: когда в середине 1980-х годов из-за изношенности коммуникаций было принято решение провести в здании капитальный ремонт, появилась идея приспособить расселённый дом под валютную гостиницу (несмотря на отсутствие коридорной системы планировки) с пристройкой нового гостиничного корпуса на участке улицы Новой Заставы, пустующем с военного времени. Однако совместная советско-люксембургская компания «Евродил» в условиях Перестройки и распада СССР не выполнила своих обязательств, а после приватизации здание попало к неоднократно сменявшимся неэффективным собственникам и без должного ухода превратилось в руины. В результате большая часть декоративных элементов интерьера оказалась утраченной, и обветшавшее здание находится под угрозой обрушения.
С 2004 года дом принадлежал некоему Адилу Амирханову. В 2009 было заключено охранное обязательство, однако Амирханов не восстановил здание, в 2012 Комитет по культуре Ленобласти подал иск в суд. В марте 2021 года Выборгский городской суд вынес решение об изъятии аварийного здания у собственника и передаче его на баланс Ленобласти, о чём просил комитет по сохранению объектов культурного наследия региона по причине ненадлежащего содержания памятника архитектуры. В том же году были проведены противоаварийные работы, в ходе которых были демонтированы опасные выступающие элементы здания.